# Laas, Loiret
Laas là một xã trong tỉnh Loiret, vùng Centre-Val de Loire bắc trung bộ nước Pháp. Xã này nằm ở khu vực có độ cao từ 112-119 mét trên mực nước biển.